# Chesten Marchant
Chesten Marchant ou Cheston Marchant (? - Gwithian, Cornualha, 1676) é conhecida por ser, provavelmente, a última falante monoglota da língua córnica - ao contrário de outros falantes, como Dolly Pentreath, que também poderia falar inglês. Alega-se que tenha atingido a idade de 164 anos (a afirmação, aparentemente, volta-se para ou William Scawen (no seu Antiquities Cornu-Britannick) ou, de acordo com Henry Jenner, para William Borlase). Outros autores como P.B. Ellis consideram isto uma gralha, a verdadeira idade sendo uns mais plausíveis 64 anos.